# ローラーブラインドシャッター
ローラーブラインドシャッター（Roller Blind Shutter ）はレンズシャッターが一般的になる前に多用されていた、レンズ鏡胴に被せるようにして使用するシャッターである。
主にシャッターを装備していない組み立て暗箱に使われた。1888年にソロントン・ピッカードが製造を始めて、著名になったのでソロントンシャッターと通称される。フォーカルプレーンシャッターと類似する構造だが、多くは1枚の幕に複数幅のスリットを設けることで調速し、また幕速自体をある程度下げることができるようになっていてB、1/10秒-1/100秒程度のシャッター速度調整ができる。
古い製品ではシャッターをチャージするときもスリットが開いたままであるため、チャージ時はレンズにキャップ、もしくはフィルムバックに引き蓋を装着しておく必要がある。巻き上げ時には幕が閉じているタイプのものはセルフキャッピングと呼ばれる。
レンズをソロントン・ピッカードに送ってビハインドシャッターにする方法もあったが、何本レンズがあってもレンズ外径が同じである限りシャッターが1つで済む経済性からレンズの前に被せて使う製品が一般である。
一般に、エアレリーズ様の空気圧レリーズを使用する。大きいゴム球を押すと、チューブで接続された反対側の小さいゴム球が膨らみ、レリーズされる。